# Integrin

Vizualizace aktivace integrinů. Neaktivní ohnutý stav (vlevo) a aktivní rozestoupený stav (vpravo).

Integrin je označení pro skupinu membránových receptorů, které se vážou na extracelulární matrix či na jiné buňky. Umožňují tím přilnutí buněk k podkladu (a tedy integritu tkání) a také migraci buněk v embryu či imunitním systému. Mimo to se účastní některých signalizačních kaskád, při nichž se navázání ligandu na integrin přenáší do nitra buňky jako signál, který reguluje např. fosforylaci proteinů, genovou expresi, růst a smrt buněk a podobně.
Integriny se vyskytují na povrchu téměř všech druhů buněk, a to u většiny živočichů.

## Stavba
Integriny se skládají z alfa (α) a beta (β) řetězce a každý z těchto řetězců je vlastně vytvářen jako samostatný protein objevující se v mnoha variantách. Tím vzniká poměrně velké množství (asi 20–24) kombinací výsledných dimerů. Podle stavby jsou také pojmenované, např. α1β1 či αIIbβ3.

## Funkce
Integriny se vážou na glykoproteiny extracelulární matrix (laminin, fibronektin, kolagen). Jsou umístěny v cytoplazmatické membráně a svým vazebným místem samozřejmě směřují ven z buňky. Směrem dovnitř jsou přes jisté další bílkoviny (talin, vinkulin, paxilin, tensin) na vnitrobuněčný cytoskelet (konkrétně na aktin).